# Xylosma ruizianum
Xylosma ruizianum är en videväxtart som beskrevs av Herman Otto Sleumer. Xylosma ruizianum ingår i släktet Xylosma och familjen videväxter. Inga underarter finns listade i Catalogue of Life.